# Aloha Oe
Aloha Oe è un film muto del 1915 diretto da Richard Stanton, Charles Swickard, Gilbert P. Hamilton (non accreditato). Il titolo del film riprende quello di una famosa canzone hawaiiana scritta dalla regina Liliuokalani.
Interpretato da Willard Mack, il film ha tra gli attori anche Frank Borzage (che già all'epoca lavorava come regista) e, tra le comparse, il giovane John Gilbert, al suo terzo film.
La storia verrà ripresa nel 1931, in versione sonora, con Aloha, un film diretto da Albert S. Rogell.

## Trama
David Harmon, un giovane avvocato, soffre di disturbi mentali e viene consigliato dalla fidanzata Doris e da due suoi amici, John Hawley, dottore in malattie mentali, e James McNeal, di prendersi una vacanza e di partire in crociera per i Mari del Sud. David resta però coinvolto in un naufragio.  Si salva giungendo su un'isola polinesiana. Kalaniweo, la figlia del capo villaggio, è stata designata come vittima sacrificale al vulcano dell'isola. È salvata dall'intervento di David, che gli isolani scambiano per il figlio del dio del vulcano. David e Kalaniweo si sposano e vivono felicemente insieme.
Un giorno, però, il giovane recupera la memoria e decide di tornare in patria. Qui, scopre che Doris, la sua fidanzata, si è sposata con l'amico medico. Depresso, David riprende a bere.
Un giorno, entrando in un saloon, sente la canzone Aloha Oe: la musica gli ricorda la felicità che ha vissuto con Kalaniweo. Prende allora la decisione di ritornare a casa dalla moglie che lo aspetta con il loro bambino.

## Produzione
Il film fu prodotto dalle compagnie Kay-Bee Pictures e New York Motion Picture, sotto la supervisione di Thomas H. Ince.

## Distribuzione
Il film uscì nelle sale il 12 dicembre 1915, distribuito dalla Triangle Distributing, dopo essere stato presentato in prima a New York il 10 novembre.